# カナダドル
カナダ・ドル（英語: Canadian dollar、フランス語: Dollar canadien）は、カナダの通貨である。記号は通常ドル記号「$」で示され、他のドル通貨と区別するために「C$」と記することもある。ISO 4217でのコードはCAD。1カナダ・ドルは100セント（¢）。
国際決済銀行が2019年に発表したデータによると、カナダ・ドルは国際為替取引において世界で6番目に取扱量の多い通貨となっている。

## 歴史
1841年、カナダ植民地（Province of Canada）はハリファックス・レートに基づく新しい為替制度を導入した。新しく制定されるカナダポンドは4USドル（金92.88グレーン）と等価とし、1スターリング・ポンド（英ポンド）が1カナダ・ポンド4シリング4ペンスと等価、になるように定めた。つまり、1カナダ・ポンド＝16英シリング5.3ペンス（スターリング）。
1850年代には、スターリング・ポンド（当時16進法）に基づく通貨制度を導入するか、USドルに基づく十進法の通貨制度を導入するかで激論が起こった。隣国アメリカ合衆国との交易が急増している現地民は実務的な理由からアメリカの通貨制度に合わせたいと主張し、本国ロンドンの当局では大英帝国全般でスターリング・ポンドに基づく通貨で統一すべきと依然として主張していた。1851年に、カナダ植民地立法評議会（Legislative Council of the Province of Canada、上院に当たる）とカナダ植民地立法議会（Legislative Assembly of the Province of Canada、下院に当たる）は、十進法の通貨の補助単位を持つスターリング・ポンドを導入する法律を可決。硬貨はUSドルの硬貨の額面に合わせた十進法単位の案であった。
1853年、妥協案として立法評議会と立法議会は、イギリスのソブリン金貨とアメリカ合衆国のイーグル金貨の両方に基づく金本位制をカナダに導入する法律を可決した。この際の交換レートはソブリン金貨1ポンドに対してイーグル金貨US$4.86+2⁄3であった。1853年の法律では補助貨幣についての記載はなかった。ソブリン金貨のみを法定通貨としその他の銀貨は廃止された。イギリス政府は原則的にこの十進法に基づく通貨制度を承認したが、にもかかわらず、スターリング・ポンド制度の導入への望みを捨てなかった。しかし1857年にはアメリカ合衆国の十進法に基づく通貨制度に合わせた「カナダ・ドル」貨幣制度導入が決まった。この「カナダ・ドル」通貨の導入は1858年になったが、これでカナダの通貨制度はアメリカの通貨と連携したものとなった（ただしUSドルと英ポンドの交換レートは、この時から1990年代後半まで1英ポンド＝4.86+2⁄3USドルと言うレートで続くこととなった）。1859年に、カナダで初めて十進法の額面の郵便切手が発行された。
1861年、ニューブランズウィックとノバスコシアが、カナダ植民地の決定に合わせてUSドルに合わせた十進法の通貨（ドル）制度を導入し、翌年カナダにおいてもドル・セント表記の郵便切手が発行された。
ニューファンドランドも1865年に十進法貨幣（ドル）に基づく金本位制を導入。ただしカナダ植民地、ニューブランズウィック、ノバスコシアのケースと異なり、USドルではなくスペイン・ドルに基づく通貨とし、少し為替レート等も差異があった。そもそもUSドルは1792年にすり減ったスペイン・ドル硬貨を元に算出されたので、スペイン・ドルはUSドルに比べ少し安く、ニューファンドランド・ドルも存在している間はカナダ・ドルに対しその分少しだけ価値が低かった。ニューファンドランドは大英帝国の中で唯一独自の金貨を持つ植民地であった。ニューファンドランドの2ドル金貨は、ニューファンドランド金融危機の起きる直前の1894年にカナダ・ドルが導入されるまで、断続的に鋳造された。
カナダ植民地、ニューブランズウィック、ノバスコシアは1867年に統合し、カナダ連邦（Dominion of Canada）が成立。カナダドル、ニューブランズウィック・ドル、ノバスコシア・ドルが融合し、カナダ・ドルに統一された。
1871年、プリンスエドワードアイランドがドル通貨を導入、1セント硬貨を発行したが、まもなくプリンスエドワードアイランドがカナダ連邦に参加したためカナダドルに統合された。
| カナダで使用された通貨             | カナダで使用された通貨 | カナダで使用された通貨 | カナダで使用された通貨 |
| 通貨                               | 年代                   | 英ポンドでの価値       | カナダドルでの価値     |
| ---------------------------------- | ---------------------- | ---------------------- | ---------------------- |
| カナダポンド                       | 1841年–1858年          | 16シリング5.3ペンス    | $4                     |
| カナダ・ドル                       | 1858年–現在            | 4シリング1.3ペンス     | $1                     |
| ニューブランズウィック・ドル       | 1860年–1867年          | 4シリング1.3ペンス     | $1                     |
| ブリティッシュコロンビア・ドル     | 1865年–1871年          | 4シリング1.3ペンス     | $1                     |
| プリンスエドワードアイランド・ドル | 1871年–1873年          | 4シリング1.3ペンス     | $1                     |
| ノバスコシア・ドル                 | 1860年–1871年          | 4シリング              | $0.973                 |
| ニューファンドランド・ドル         | 1865年–1895年          | 4シリング2ペンス       | $1.014                 |
| ニューファンドランド・ドル         | 1895年–1949年          | 4シリング1.3ペンス     | $1                     |

1871年4月に連邦議会で可決された統一通貨法（Uniform Currency Act）により、各地方ごとの通貨の流通を終了し全国共通のカナダ・ドルに置き換えることとなった。第一次世界大戦中には金本位制を一時的に停止し、1933年4月10日には完全廃止となった。第二次世界大戦勃発にあたり、USドルとの交換レートはC$1.10 = US$1.00に固定された。1946年に等価（C$1 = US$1）に改定され、1949年に英ポンドが下落しカナダ・ドルの価値も合わせて下落することとなったため、C$1.10 = US$1.00のレートに再改定された。その後、1950年にカナダ政府はカナダ・ドルを変動相場制に移行し、1962年にはC$1.00 = US$0.925のレートでUSドルにペッグした固定相場制に戻した。この固定相場制は1970年まで続き、その後再び変動相場制に移行し現在に至る。

## 紙幣

### 2018年シリーズ
カナダドル紙幣の第8シリーズは2018年に発表された。従来の2011年シリーズと同様にポリマー紙幣となっている。カナダ銀行の発行する紙幣として初めて縦型の構図が採用されている。最初の紙幣はヴァイオラ・デズモンドが描かれた10ドル紙幣であり、2018年3月8日の国際女性デーに公開され、2018年11月19日に流通が始まった。今後の紙幣は、時代とともに技術革新が設計に取り込めるよう、従来のシリーズよりも登場する予定である。
|  |  | 10ドル | 紫 | ヴァイオラ・デズモンド | カナダ人権博物館 | 2018年11月 |

### 2011年 フロンティアシリーズ
2011年11月に発行された100ドル札を皮切りに、新紙幣「ポリマー」シリーズへの移行を開始すると発表になった。その理由として2004年の統計では100万枚に対して470枚の偽造紙幣が発覚したのが大きな理由であった。2010年には、偽造紙幣の比率は100万枚に対して35枚に減少したが、ポリマー紙幣に移行の準備が進んでいた為、最初の方針通り、すべての紙幣をポリマー化することが決定された。100ドル紙幣に続いて50ドル紙幣が2012年3月に発行され、その後20ドル紙幣が2012年11月に、10ドル・5ドル紙幣は2013年11月に発行された。この紙幣は「フロンティア」シリーズと名付けられた。
このシリーズはカナダで初めてのポリマー素材の紙幣となる。透かしの部分には、半透明のメイプルリーフと透明の窓という視覚的に2つの新しい工夫がある。メイプルリーフは背景に点光源を置いて目を近づけると額面の数字が浮かび上がるというセキュリティー機能がある。透明の窓はメイプルリーフで縁取られ、上には人物の小さい写真、下には国会議事堂の一部のメタル風ホログラム。人物の顔は紙幣の中心に来ており、従来より版画風と言うよりさらに写実的になっている。裏面はカナダの技術革新フロンティアをモチーフにしている。今回のポリマー紙幣でもカナダの旅シリーズから続く立体部分がある。なお、この紙幣のポリマー素材はオーストラリアのセキュレンシー社の物を使用しているが、印刷はカナダの紙幣印刷会社が行っている。
「カナダの旅シリーズ」同様に、視覚障害者が各紙幣を触覚で判別出来るよう、左上に点字表示がある。ただし正式にはブライユ式点字と違った表記である。
|  |  | 5ドル   | 青 | ウィルフリッド・ローリエ; カナダ国会議事堂西ブロック               | カナダアーム2、デクスター 、カナダ人宇宙飛行士                                                 | 2013年11月 |
|  |  | 10ドル  | 紫 | ジョン・A・マクドナルド; カナダ国会議事堂図書館                    | 大陸横断鉄道カナディアン号、カナダの旅客鉄道網の地図                                           | 2013年11月 |
|  |  | 20ドル  | 緑 | エリザベス2世女王; カナダ国会議事堂「平和の塔」                    | カナダ国立ヴィミ記念塔と戦没者慰霊の象徴である赤いケシの花                                     | 2012年11月 |
|  |  | 50ドル  | 赤 | ウィリアム・ライアン・マッケンジー・キング; カナダ国会議事堂中央部 | 北極海でのカナダ沿岸警備隊の砕氷船アムンゼン、北部カナダの地図、イヌクティトゥット語で「北極」 | 2012年3月  |
|  |  | 100ドル | 茶 | ロバート・ボーデン; カナダ国会議事堂東ブロック                     | 医療研究：顕微鏡と研究者、DNAの二重らせん構造、インスリンの薬瓶、心電図                        | 2011年11月 |

### 2001年版 カナダの旅シリーズ
2004年11月17日に新50ドル紙幣が発行され、新紙幣「カナダの旅」シリーズへの移行が完了した。これらの新紙幣はホログラムストライプ、透かし、紫外線インクなどのセキュリティ対策が施され、大きさは同じだが、アメリカ・ドルと異なり、額面により色が違うので間違えることはない。5ドル紙幣と10ドル紙幣は、ホログラムストライプや透かしを採用していなかったが、10ドル紙幣は2005年5月に、5ドル紙幣は2006年11月に、高額紙幣と同じセキュリティ対策が施されたものが発行された。
視覚障害者が各紙幣を触覚で判別出来るよう、右上に点字表示がある。
なお、従来発行されていた1,000カナダドル紙幣は2000年に廃止となった。
| 2001年「カナダの旅」シリーズ         | 2001年「カナダの旅」シリーズ | 2001年「カナダの旅」シリーズ | 2001年「カナダの旅」シリーズ | 2001年「カナダの旅」シリーズ                                             | 2001年「カナダの旅」シリーズ | 2001年「カナダの旅」シリーズ | 2001年「カナダの旅」シリーズ | 2001年「カナダの旅」シリーズ |
| 画像                                 | 画像                         | 額面                         | 主要色                       | デザイン                                                                 | デザイン | デザイン                     | 日付                         | 日付                         |
| 表                                   | 裏                           | 額面                         | 主要色                       | 表                                                                       | 裏 | 透かし                       | 印刷                         | 発行                         |
| ------------------------------------ | ---------------------------- | ---------------------------- | ---------------------------- | ------------------------------------------------------------------------ | --- | ---------------------------- | ---------------------------- | ---------------------------- |
|                                      |                              | 5ドル                        | 青                           | ウィルフリッド・ローリエ; カナダ国会議事堂西ブロック                     | アイスホッケー、スケート、ソリをする子供達; ロッシュ・キャリアの小説「ホッケー・セーター（The Hockey Sweater）」の一節                         |                              | 2001年                       | 2002年3月27日                |
|                                      |                              | 5ドル                        | 青                           | ウィルフリッド・ローリエ; カナダ国会議事堂西ブロック                     | アイスホッケー、スケート、ソリをする子供達; ロッシュ・キャリアの小説「ホッケー・セーター（The Hockey Sweater）」の一節                         | 肖像画                       | 2005年                       | 2006年11月15日               |
|                                      |                              | 10ドル                       | 紫                           | ジョン・A・マクドナルド; カナダ国会議事堂図書館                          | 平和維持軍と戦争記念碑、戦没者慰霊の象徴である赤いケシの花; ジョン・マクレーの詩「フランドルの野で（In Flanders Fields）」の一節               |                              | 2000年                       | 2001年1月17日                |
|                                      |                              | 10ドル                       | 紫                           | ジョン・A・マクドナルド; カナダ国会議事堂図書館                          | 平和維持軍と戦争記念碑、戦没者慰霊の象徴である赤いケシの花; ジョン・マクレーの詩「フランドルの野で（In Flanders Fields）」の一節               | 肖像画                       | 2005年                       | 2005年5月18日                |
|                                      |                              | 20ドル                       | 緑                           | エリザベス2世女王; カナダ国会議事堂中央部                                | ビル・リードの彫刻「ワタリガラスと最初の人類（Raven and the First Men）」等、ガブリエル・ロワの小説「隠れた山々（The Hidden Mountain）」の一節 | 肖像画                       | 2004年                       | 2004年9月29日                |
|                                      |                              | 50ドル                       | 赤                           | ウィリアム・ライアン・マッケンジー・キング; カナダ国会議事堂「平和の塔」 | 「ザ・フェイマス・ファイブ（"The famous 5" - 最高裁に女性の権利を問うた女性5人組）」とテレーズ・キャスグレン; 世界人権宣言からの引用           | 肖像画                       | 2004年                       | 2004年11月17日               |
|                                      |                              | 100ドル                      | 茶                           | ロバート・ボーデン; カナダ国会議事堂東ブロック                           | カナダの地図（新旧）、人工衛星 、カヌーとコンパス; ミリアム・ワディントンの詩「トロントのジャック・カルティエ」の一節                          | 肖像画                       | 2003年                       | 2004年3月17日                |
| 上記の画像は1ミリ当たり0.7ピクセル。 |                              |                              |                              |                                                                          | |                              |                              |                              |

### 1986年版 カナダの鳥類シリーズ
- 2ドル(旧紙幣)

表面：エリザベス2世女王、裏面：コマツグミ（American Robin）
- 5ドル(旧紙幣)

表面：ウィルフリッド・ローリエ、裏面：アメリカヤマセミ（Belted Kingfisher）
- 10ドル(旧紙幣)

表面：ジョン・A・マクドナルド、裏面：ミサゴ（Osprey）
- 20ドル(旧紙幣)

表面：エリザベス2世女王、裏面：ハシグロアビ（Common Loon）
- 50ドル(旧紙幣)

表面：ウィリアム・ライアン・マッケンジー・キング、裏面：シロフクロウ（Snowy Owl）
- 100ドル(旧紙幣)

表面：ロバート・ボーデン、裏面：カナダガン（Canada Goose）
- 1,000ドル(旧紙幣)

表面：エリザベス2世女王、裏面：ギンザンマシコ（Pine Grosbeak、カナダに生息する鳥）

### 1969年-1979年版 カナダの風景シリーズ
- 1ドル(旧紙幣)

表面：エリザベス2世女王、裏面：オタワの国会議事堂とオタワ川の木材輸送
- 2ドル(旧紙幣)

表面：エリザベス2世女王、裏面：ノースウェスト準州・バフィン島のイヌイット狩猟風景
- 5ドル(旧紙幣)

表面：ウィルフリッド・ローリエ、裏面：ブリティッシュコロンビア州・ジョンストン海峡の漁鮭業
- 10ドル(旧紙幣)

表面：ジョン・A・マクドナルド、裏面：オンタリオ州・サーニアの石油化学工場
- 20ドル(旧紙幣)

表面：エリザベス2世女王、裏面：アルバータ州・ロッキー山脈のモレーン湖
- 50ドル(旧紙幣)

表面：ウィリアム・ライアン・マッケンジー・キング、裏面：王立カナダ騎馬警察（RCMP）の音楽隊
- 100ドル(旧紙幣)

表面：ロバート・ボーデン、裏面：ノヴァスコシア州・ルーネンバーグ（Lunenburg）の風景
旧5,10,20,50,100ドル紙幣は現在でもそのまま使用可能であり、まれに見かけることがある。しかし1,2,1000ドル紙幣は2020年末日で流通停止となり市中銀行での交換が必要になる。

## 硬貨
現在、5・10・25・50セント、1ドル・2ドル硬貨が発行されている。このうち50セントは殆ど流通していない。
2013年2月4日に、1セント硬貨が廃止された。現金取引の場合のガイドラインは、1セント単位は「二捨三入、七捨八入（スウェディッシュ・ラウンディング）」で0か5へ切り上げ、または切り下げされる。なお、クレジットカードやデビットカードなどのカード決済、電子マネーでの決済、ならびに小切手で決済する場合は、この限りではなく、切り上げ・切り下げは行われない。
- 2ドル (Toonie)[11]

表面：エリザベス2世女王、裏面：白熊
- 1ドル (Loonie)

表面：エリザベス2世女王、裏面：ルーン（国鳥）
- 50セント：通常ほとんど流通していない。

表面：エリザベス2世女王、裏面：カナダの国章
- 25セント (quarter)

表面：エリザベス2世女王、裏面：カリブー（トナカイ）
- 10セント (dime)

表面：エリザベス2世女王、裏面：ブルーノーズ（ノヴァスコシアのスクーナー船。帆船の一種）
- 5セント (nickel)

表面：エリザベス2世女王、裏面：ビーバー
- 1セント (penny)：2013年2月4日に硬貨が廃止された[9]。

表面：エリザベス2世女王、裏面：メイプルリーフ（サトウカエデの葉）
エリザベス女王の面にあるD.G. REGINAとは、女王の称号のラテン語「神の恩寵による女王(Dei Gratia Regina)」の略。

### 硬貨の肖像画
カナダの硬貨には過去から継続してカナダの国家元首であるイギリス国王の肖像画が使われている。特に2003年まではイギリスの硬貨と同じ肖像画（すなわちイギリス人画家による）が使用されていたが、カナダでは2004年よりカナダ人画家の作品が初めて採用された。下記はその変遷。
- 1837年-1901年　ヴィクトリア女王

若い頃の女王と成長した女王の二種類の肖像がある
- 1902年-1910年　エドワード7世

- 1911年-1936年　ジョージ5世

- 1937年-1952年　ジョージ6世

- 1953年-1964年　エリザベス2世

リースをかぶった女王。メアリー・ギリック（Mary Gillick）作。
- 1965年-1989年　エリザベス2世

ティアラ（Girls of Great Britain and Ireland Tiara [:en]）をかぶった女王。アーノルド・マチン（Arnold Machin）作。このティアラは結婚祝いに祖母であるメアリー王妃（ジョージ5世の妃）に貰ったもの。
- 1990年-2003年　エリザベス2世

ジョージ4世の王冠（George IV State Diadem [:en]）をかぶった女王。ラファエル・マクルーフ（Raphael Maklouf）作。この王冠はイギリス議会開会の際に使われるもの。
- 2004年-現在　エリザベス2世

王冠をかぶっていない女王。初めてカナダ人による、カナダ・オリジナルの肖像画が採用された。スザンナ・ブラント（Susanna Blunt）作。

### 記念硬貨
カナダの硬貨には、コレクター用のみならず実際に流通している特別版が過去にいくつか発行されている。また下記の他にも毎年、通常の硬貨と同様に流通される記念硬貨が発行されている。
- 1943年：「ヴィクトリー・ニッケル」第二次世界大戦のカナダ軍の健闘を讃えた5セント硬貨。
- 1967年：カナダ建国100周年記念硬貨
- 1973年：「マウンティー・クウォーター」王立カナダ騎馬警察（RCMP）100周年記念25セント硬貨。
- 1999年-2000年：2000年のミレニアムコイン。デザインはカナダに住む住民から募集された。月一つ、新しいコインを流通。25セント硬貨。
- 2001年：ボランティアをする人々が描かれた10セント記念硬貨。
- 2005年：第二次世界大戦の戦後60周年記念5セント硬貨。
- 2007年-2010年：2010年バンクーバーオリンピック開催記念。25セント硬貨を15種、「ラッキー・ルーニー」と呼ぶ1ドル硬貨を2008年と2010年に1種ずつ発行。
- 2012年：カナダオリンピック委員会ロゴ入りの「ラッキー・ルーニー」を発行。

### 新技術
王立カナダ造幣局（Royal Canadian Mint）はさまざまな新技術を使用した新しい硬貨を導入している。
- 世界最初の流通用カラー硬貨：2012年現在、カナダ造幣局は通常流通用のカラー硬貨を発行した世界最初（で唯一）の造幣局。2004年、赤いヒナゲシの記念25セント硬貨を発行。その後も2006年にピンクリボンをあしらった乳がん撲滅キャンペーン記念25セント硬貨を発行した。
- 世界最初の非対称流通用カラー硬貨：2009年の冬季オリンピック選手記念25セント硬貨、2011年のカナダの伝説上の動物記念25セント硬貨（3種）を発行した。

### 変遷
- 1996年2月：2ドル硬貨発行
- 2001年1月：新10ドル札を発行
- 2002年3月：新5ドル札を発行
- 2004年3月：新100ドル札を発行
- 2004年9月：新20ドル札を発行
- 2004年11月：新50ドル札を発行
- 2005年5月：新10ドル札の偽造防止強化版を発行
- 2006年11月：新5ドル札の偽造防止強化版を発行
- 2012年4月：1ドル硬貨、2ドル硬貨の偽造防止強化版を発行[12]
- 2012年5月4日：1セント硬貨製造終了
- 2013年2月4日：1セント硬貨を廃止[13]

## 為替レート
2007年9月20日、アメリカ・ドルとカナダ・ドルが等価となった。これは1976年11月25日以来の出来事である。
| 対アメリカドル |  | 対円 |
| 対アメリカドル |  | 対円 |

ニューヨーク連邦準備銀行のForeign Exchange Rates Historical Searchを元にした。